# بیت حبک
بیت حبک (انگلیسی: Beithabbak) یک منطقه مسکونی در لبنان است.